# 桃李杯
桃李杯舞蹈比賽是中華人民共和國舞蹈界的專業賽事。1985年由中華人民共和國文化部、中央電視台、北京舞蹈家協會和北京舞蹈學院發起，每三年舉辦一屆，有中國舞蹈奧斯卡的美譽。